# Diomed Bedelean
Diomed Bedelean (n. 1882 la Cacova Ierii, Cluj - d. 1962 la București) a fost învățător la școala din Lupșa-Hădărău, delegat al Reuniunii învățătorilor români din secția protopopială Lupșa la Marea Adunare Națională de la Alba Iulia.

## Biografie
A fost numit învățător la școala din Lupșa-Hădărău. Diomed Bedelean a fost acuzat, înainte de 1918, de sentimente antipatriotice de către autoritățile maghiare: Aflându-se asupra lui poezia lui Radu Cozmin - "Vrem Ardealul" și imnul "Deșteaptă-te, române!", a fost condamnat la închisoare, pedeapsă pe care și-a ispășit-o în temnița din Cluj. A desfășurat o importantă activitate alături de învățătorul Sebastian Ciapa.
Diomed Bedelean a decedat în anul 1962, la București și a fost înmormântat în Cimitirul Bellu.